# John Davidson (présentateur)
Pour les articles homonymes, voir Davidson et John Davidson.
John Davidson est un acteur, chanteur et présentateur américain, né le 13 décembre 1941 à Pittsburgh (Pennsylvanie).

## Filmographie

### Au cinéma
- 1967 : Le Plus Heureux des milliardaires : Angier Duke
- 1968 : The One and Only, Genuine, Original Family Band : Joe Carder
- 1979 : Airport 80 Concorde : Robert Palmer
- 1987 : The Squeeze (Manhattan loto) : Tom T. Murray
- 1990 : Edward aux mains d'argent (Edward Scissorhands) : Présentateur TV

### À la télévision
- 1964 : The Fantasticks (téléfilm) : Matt
- 1967 : The Carol Burnett Show
- 1969 : Roberta (téléfilm) : John Kent
- 1969-1970 : Daniel Boone (série télévisée) : Jimmy McGill / Sam Weaver
- 1970-1973 : Love, American Style
- 1971 : The Interns (série télévisée) : David Ryan
- 1971 : U.S.A. (téléfilm) : J. Ward Morehouse
- 1972 : Sur la piste du crime (série télévisée)
- 1972 : Owen Marshall, Counselor at Law (série télévisée) : Révérend Shaw
- 1973 : Here's Lucy (en) (série télévisée) : Professeur John Kleindorf
- 1973 : A Time for Love (téléfilm) : Larry
- 1973 : Coffee, Tea or Me? (téléfilm) : Dennis Burnham
- 1973-1974 : The Girl with Something Extra (série télévisée) : John Burton
- 1974 : Les rues de San Francisco (série télévisée) : Carol / Ken Scott
- 1975 : Shell Game (téléfilm) : Max Castle
- 1977 : Roger & Harry: The Mitera Target (téléfilm) : Roger Quentin
- 1980 : Dallas Cowboys Cheerleaders II (téléfilm) : Terry Killian
- 1983-1984 : Hôtel (série télévisée) : Ashley Bennett / Michael Robson
- 1984 : L'Île fantastique (série télévisée) : Arthur Crane
- 1985 : La croisière s'amuse (série télévisée) : Grant Cooper
- 1985 : Scene of the Crime (série télévisée) : Dean
- 1985 : Goodbye Charlie (téléfilm) : George Erskine
- 1985 : Spenser (série télévisée) : Révérend Bobby Freemont
- 1986-1989 : The Hollywood Squares - version américaine de L'Académie des neuf
- 1991 : The $10,000 Pyramid - version américaine de Pyramide